# Andora na Mistrzostwach Świata w Narciarstwie Alpejskim 2007
Andora na Mistrzostwach Świata w Narciarstwie Alpejskim 2007 w Are reprezentowało dwóch sportowców.

## Reprezentanci
Mężczyźni
Roger Vidosa
- Supergigant – 55. miejsce
- Kombinacja alpejska – 28. miejsce
- Zjazd – 46. miejsce
- Slalom gigant – nie ukończył
- Slalom – nie ukończył